# Cmentarz żydowski w Łabowej
Cmentarz żydowski w Łabowej – kirkut powstał w XIX wieku. Zachowało się na nim około 400 macew. Mieści się na nim tablica w językach polskim i hebrajskim ufundowana w 1982 przez Polonię żydowską. Cmentarz objęty jest strefą ścisłej ochrony konserwatorskiej „A”. Cmentarzem opiekuje się Gmina Wyznaniowa Żydowska w Krakowie.